# Blauwe schildwants
De blauwe schildwants (Zicrona caerulea) is een wants uit de familie van de schildwantsen (Pentatomidae).

## Uiterlijke kenmerken
De wants bereikt een lichaamslengte van ongeveer vijf tot acht millimeter. Het lichaam is gelijkmatig metalig blauw-groen, vandaar de soortaanduiding caerulea, die blauw betekent. In tegenstelling tot soortgelijke insectensoorten hebben de dijbenen van de voorpoten geen doornen. Het tweede segment is het langst, maar korter dan het derde en vierde samen. De zijhoeken van het pronotum steken niet uit of zijn langwerpig. Het eerste buiksegment heeft geen ruggengraat aan de ventrale zijde. De zevende buikstergiet wordt naar achteren uitgestrekt en steekt voorbij de voortplantingsorganen van het mannetje. Bij de nimfen is het abdomen rood met zwarte vlekken.

## Verspreiding en habitat
De blauwe schildwants komt voor in Eurazië en Noord-Amerika. Zijn natuurlijke habitat bestaat uit lage vegetatie in veel soorten gebieden zoals heidegebieden, vochtige graslanden en bosranden.

## Leefwijze
De roofzuchtige wantsen voeden zich met bladkevers van het geslacht Altica, maar ook met larven van verschillende kevers en met rupsen van nachtvlinders. Daarnaast zuigen ze sappen uit planten.

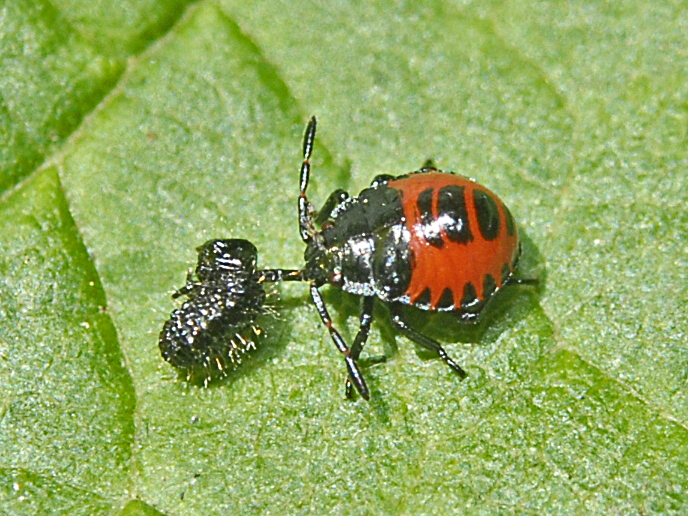
Nimf met een buitgemaakte prooi

De eitjes worden afgezet in planten in de lente. De eerstvolgende volwassen wantsen worden gevonden vanaf juli. De volwassen wantsen overwinteren om in de lente weer tevoorschijn te komen.